# Léopard de la meilleure interprétation féminine

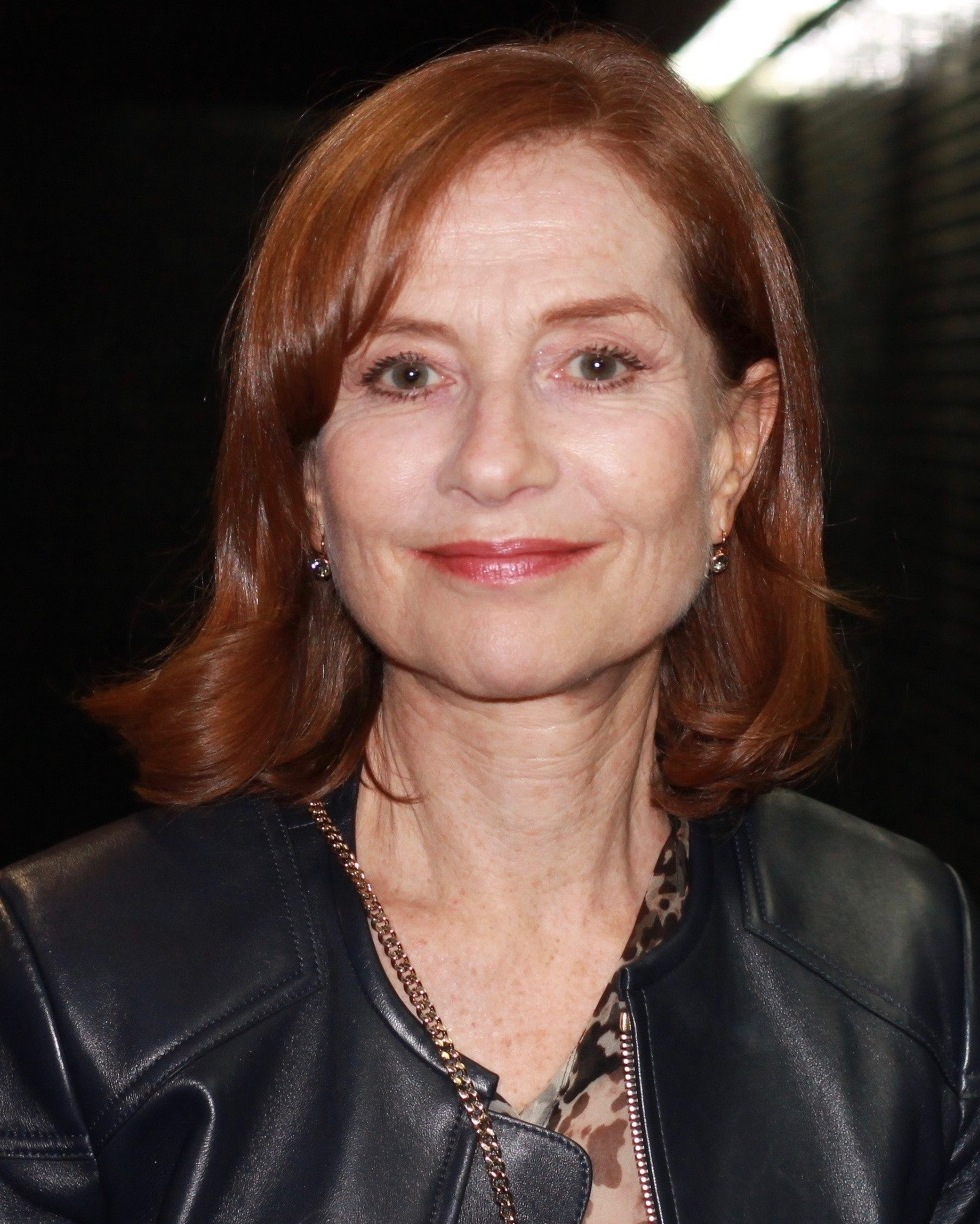
Isabelle Huppert, lauréate en 2017

Le Léopard de la meilleure interprétation féminine est un prix de cinéma décerné au Festival international du film de Locarno.
Au fil des ans, le prix a pris des noms différents : de 1958 à 1964, le prix a été appelé « Voile d'argent de la meilleure actrice », de 1993 à 1999 « Prix spécial de la meilleure actrice » et de 2000 à 2005 « Léopard de bronze à la meilleure actrice ».

## Lauréates
| Année     | Actrice | Film                                                                                            |
| --------- | --- | ----------------------------------------------------------------------------------------------- |
| 1948      | Hildegard Knef | Film ohne Titel                                                                                 |
| 1949      | Hilde Krahl | Liebe 47                                                                                        |
| 1950-1957 | non attribué |                                                                                                 |
| 1958      | Carla Gravina | Amore e chiacchiere                                                                             |
| 1959      | non attribué |                                                                                                 |
| 1960      | Jana Brejchová | Monsieur principe supérieur (Vyšší princip)                                                     |
| 1961-1963 | non attribué |                                                                                                 |
| 1964      | Hideko Takamine | Une femme dans la tourmente (Midareru)                                                          |
| 1965-1989 | non attribué |                                                                                                 |
| 1990      | Emer McCourt | Hush-a-Bye Baby                                                                                 |
| 1991-1992 | non attribué |                                                                                                 |
| 1993      | Valeria Bruni Tedeschi | Les gens normaux n'ont rien d'exceptionnel (Le persone normali non hanno niente di eccezionale) |
| 1994      | Bernadette Lafont et Bulle Ogier | Personne ne m'aime                                                                              |
| 1995      | Johanna ter Steege | Tot ziens                                                                                       |
| 1996      | Valeria Bruni Tedeschi et Alice Houri | Nénette et Boni                                                                                 |
| 1997      | Rona Hartner | Gadjo dilo                                                                                      |
| 1998      | Rossy de Palma | Hors jeu                                                                                        |
| 1999      | Véra Briole | 1999 Madeleine                                                                                  |
| 2000      | Sabine Timoteo | L'Amour, l'Argent, l'Amour                                                                      |
| 2001      | Ho-jung Kim | Nabi                                                                                            |
| 2002      | Taraneh Alidoosti | Man, Taraneh, panzdah sal daram                                                                 |
| 2003      | Holly Hunter Diana Dumbrava (en) Kiron Kher | Thirteen Maria Eau dormante                                                                     |
| 2004      | Maria Kwiatkowsky et Pinar Erincin | En garde                                                                                        |
| 2005      | Kathy Baker, Amy Brenneman, Elpidia Carrillo Glenn Close, Dakota Fanning, Lisa Gay Hamilton Holly Hunter, Molly Parker, Mary Kay Place Sydney Tamiia Poitier, Amanda Seyfried, Sissy Spacek Rebecca Tilney et Robin Wright | Nine Lives                                                                                      |
| 2006      | Amber Tamblyn | Stephanie Daley                                                                                 |
| 2007      | Marian Álvarez | Lo mejor de mí                                                                                  |
| 2008      | Ilaria Occhini | Mar nero                                                                                        |
| 2009      | Lotte Verbeek | Nothing Personal                                                                                |
| 2010      | Jasna Đuričić | White White World (Beli, beli svet)                                                             |
| 2011      | María Canale | Trois sœurs                                                                                     |
| 2012      | Nai An | When Night Falls (Wo hai you hua yao shuo)                                                      |
| 2013      | Brie Larson | Short Term 12                                                                                   |
| 2014      | Ariane Labed | Fidelio, l'odyssée d'Alice                                                                      |
| 2015      | Tanaka Sachie, Kikuchi Hazuki, Mihara Maiko et Kawamura Rira | Happy Hour (Senses) (Happî awâ)                                                                 |
| 2016      | Irena Ivanova | Godless (Bezbog)                                                                                |
| 2017      | Isabelle Huppert | Madame Hyde                                                                                     |
| 2018      | Andra Guți | Alice T.                                                                                        |
| 2019      | Vitalina Varela | Vitalina Varela                                                                                 |
| 2021      | Anastasia Krasovskaya | Gerda                                                                                           |
| 2022      | Daniela Marín Navarro | Tengo sueños eléctricos                                                                         |
| 2023      | Dímitra Vlagopoúlou | Animal (de)                                                                                     |
| 2024      | Kim Min-hee | By the Stream                                                                                   |